# Live at the BBC (álbum de Fleetwood Mac)
Live at the BBC es un álbum en vivo de la banda británica de rock Fleetwood Mac, publicado en 1995 por Castle Communications. Consta de dos discos que fueron grabados en las sesiones en vivo de la radio BBC entre el 12 de noviembre de 1967 y el 23 de enero de 1971. Fue lanzado bajo el nombre de Peter Green's Fleetwood Mac, ya que todas las canciones fueron grabadas mientras el líder y fundador Peter Green estaba en la banda.
Además cuenta con algunos covers de canciones populares de otros artistas.

## Lista de canciones

### Disco uno
| N.º | Título                                                       | Escritor(es)      | Duración |  |
| 1.  | «Rattlesnake Shake»                                          | Green             | 7:38     |  |
| 2.  | «Sandy Mary»                                                 | Green             | 5:00     |  |
| 3.  | «I Believe my Time Ain't Long» (arreglos por Jeremy Spencer) | Robert Johnson    | 3:00     |  |
| 4.  | «Although the Sun is Shining»                                | Kirwan            | 2:31     |  |
| 5.  | «Only You»                                                   | Kirwan            | 2:51     |  |
| 6.  | «You Never Know What You're Missing»                         | Spencer           | 2:52     |  |
| 7.  | «Oh Well»                                                    | Green             | 2:26     |  |
| 8.  | «Can't Believe You Wanna Leave»                              | Lloyd Price       | 3:25     |  |
| 9.  | «Jenny Lee»                                                  | Spencer           | 2:19     |  |
| 10. | «Heavenly»                                                   | autor desconocido | 2:37     |  |
| 11. | «When Will I Be Loved»                                       | Phil Everly       | 2:13     |  |
| 12. | «When I See My Baby»                                         | Kirwan            | 2:11     |  |
| 13. | «Buddy's Song»                                               | Buddy Holly       | 2:09     |  |
| 14. | «Honey Hush»                                                 | Big Joe Turner    | 3:08     |  |
| 15. | «Preachin'»                                                  | autor desconocido | 3:05     |  |
| 16. | «Jumping at Shadows»                                         | Duster Bennett    | 3:35     |  |
| 17. | «Preachin' Blues»                                            | Robert Johnson    | 1:59     |  |
| 18. | «Need Your Love So Bad»                                      | Mertis John Jr.   | 3:48     |  |

### Disco dos
| N.º | Título                   | Escritor(es)                                       | Duración |  |
| 1.  | «Long Grey Mare»         | Green                                              | 2:53     |  |
| 2.  | «Sweet Home Chicago»     | Robert Johnson                                     | 3:10     |  |
| 3.  | «Baby Please Set a Date» | Elmore James, Marshall Sehorn                      | 2:59     |  |
| 4.  | «Blues with a Feeling»   | Marion Walter Jacobs                               | 2:56     |  |
| 5.  | «Stop Messin' Round»     | Green                                              | 2:17     |  |
| 6.  | «Tallahassee Lassie»     | Frank C. Slay Jr., Frederick Picariello, Bob Crewe | 3:24     |  |
| 7.  | «Hang on to a Dream»     | Tim Hardin                                         | 2:56     |  |
| 8.  | «Linda»                  | Spencer                                            | 2:03     |  |
| 9.  | «Mean Mistreatin' Mama»  | Leroy Carr                                         | 4:03     |  |
| 10. | «World Keeps Turning»    | Green                                              | 2:39     |  |
| 11. | «I Can't Hold Out»       | Elmore James                                       | 2:27     |  |
| 12. | «Early Morning Come»     | Kirwan                                             | 2:29     |  |
| 13. | «Albatross»              | Green                                              | 2:48     |  |
| 14. | «Looking for Somebody»   | Green                                              | 2:40     |  |
| 15. | «A Fool No More»         | Green                                              | 3:40     |  |
| 16. | «Got to Move»            | James, Sehorn                                      | 2:57     |  |
| 17. | «Like Crying Like Dying» | Kirwan                                             | 2:33     |  |
| 18. | «Man of the World»       | Green                                              | 2:49     |  |

## Músicos
- Peter Green: voz y guitarra
- Jeremy Spencer: slide, piano, guitarra y voz
- Danny Kirwan: guitarra y voz
- John McVie: bajo
- Mick Fleetwood: batería